# ジャン・ジャンセン

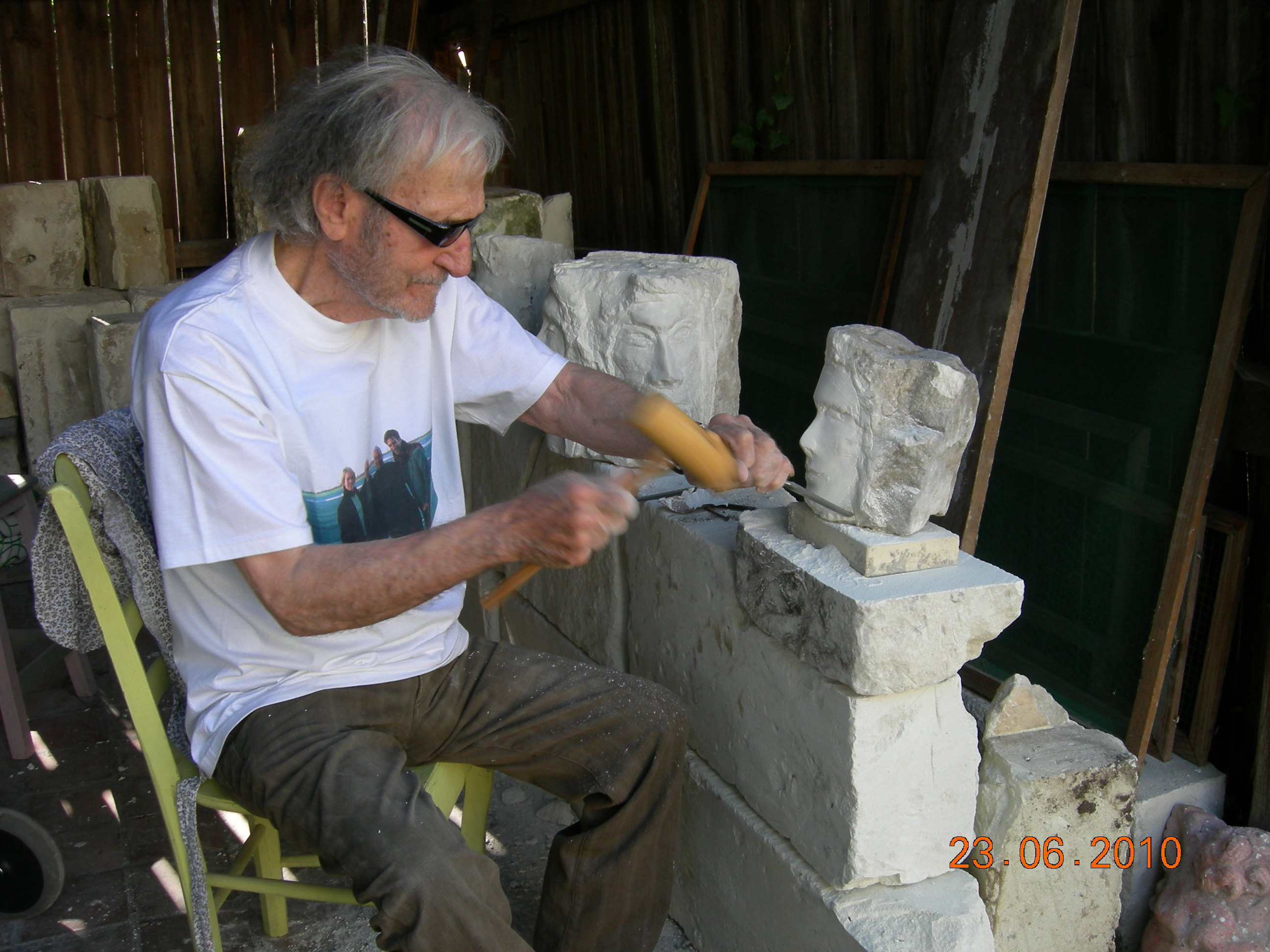
ジャン・ジャンセン（2010年）

ジャン・ジャンセン（フランス語: Jean Jansem、アルメニア語: Ժանսեմ、1920年3月9日 - 2013年8月27日）は、フランスで活動したアルメニア人画家。本名はジャン＝オヴァネス・セメルジアン（フランス語: Jean-Hovanes Semerdjian）またはホヴハンネス・セメルチャン（アルメニア語: Յովհաննէս Սեմերճեան）。
卓越したデッサン力により様々なコンクールで受賞を重ね、現在に至る。日本では1993年4月24日、安曇野に世界で初めてのジャンセンの個人美術館「安曇野ジャンセン美術館」が開館した。また、アルメニア大虐殺のシリーズを描いた後に画家としての功績が認められ、フランスのレジオンドヌール勲章と故国アルメニアの国家勲章を受章した。

## 略歴

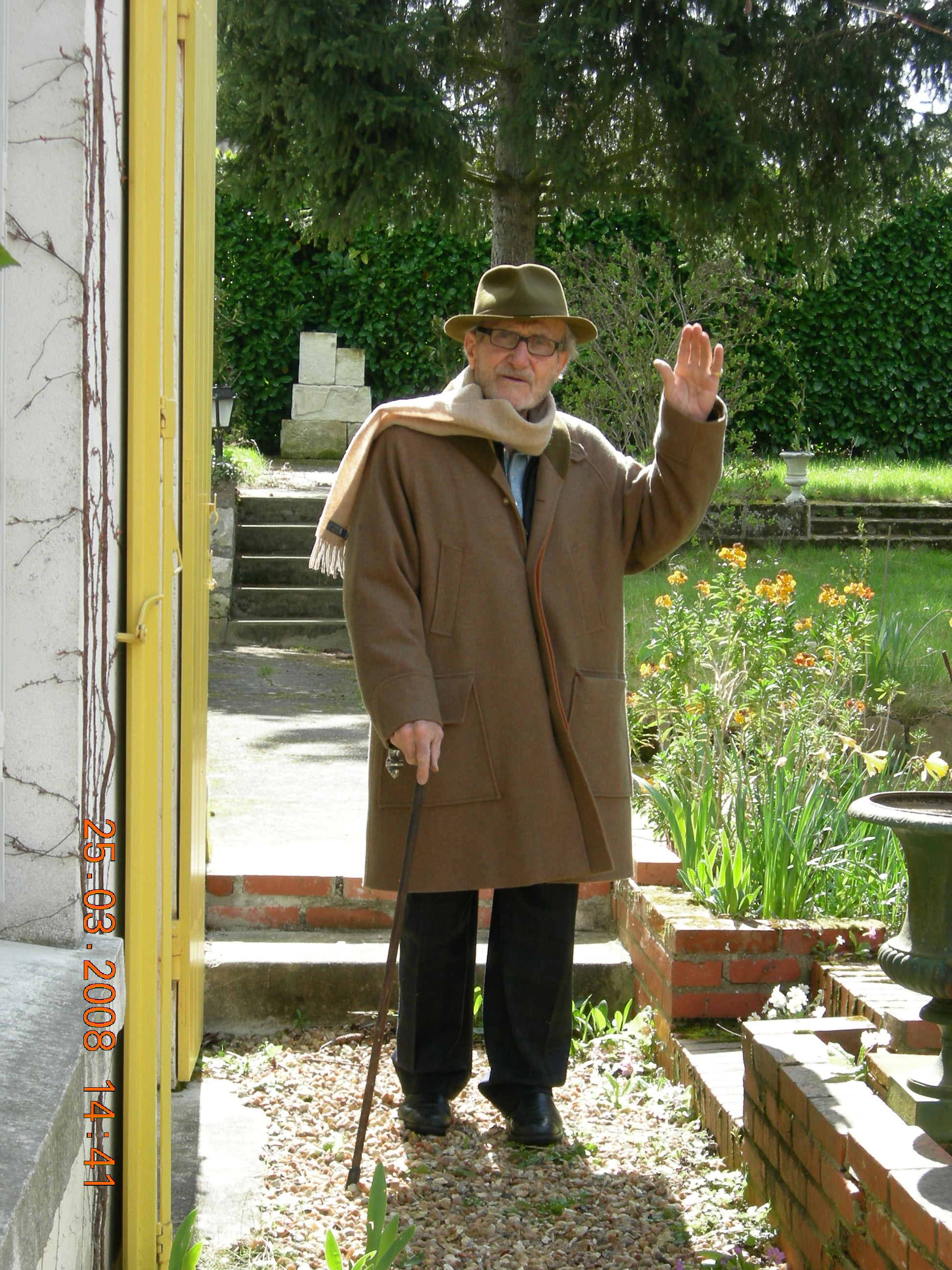
ジャン・ジャンセン（2008年）

- 1920年　アナトリア北西部の町ススルルク (Susurluk) において、製糸工場を営んでいたアルメニア人の父（ミリ・ジャン）とトルコ人の母（アレック）の間に誕生。戦渦を逃れて渡ったギリシャのサロニカで少年時代を過ごす。
- 1931年　11歳、一家でフランスに渡る。怪我の治療で入院していた3年間のなかで、画家になる決心をする。
- 1938年　パリ装飾美術学校を卒業。その後もモンパルナスのデッサン学校（ラ・グランド・シュミエール）他、様々なアトリエを訪れ絵の勉強をする。
- 1939年から1946年　サロン・ドートンヌ展、アンデパンダン展、サロン・デ・チュイルリー展、エコール・ド・パリ展、時代の証人画家展に出品する。
- 1942年　22歳、結婚。ギリシャで漁師と子供達を描く。
- 1946年から1948年　アカデミー・グラン・シュミエールに通い、様々な画家との親交を深める。
- 1951年　民主主義者賞を受賞する。スペインで民衆を描く。
- 1953年　アントラル賞を受賞する。
- 1954年　フランス国家給費を受ける。
- 1956年　定期的にイタリアに長期滞在し、風景画・人物画・宗教行列・市場を描く。
- 1958年　サロン・デ・ジューヌ・バンチュールの会長に推される。サロン・ドートンヌの会員となる。メキシコのコンパレゾン賞を受賞する。
- 1959年　ブルッヘのビエンナーレ展に参加する。
- 1966年　ヴェネツィアを訪れ運河を描く。国際形象展から招待出品を受ける。（これ以後も最終回となる1986年まで21回招待出品を受けた。）
- 1967年から　パリ、パームビーチ、シカゴ、東京、ヨハネスブルグ、大阪、アントニー等で「ベニス展」「ダンス展」「闘牛展」「デッサン展」「過ぎ去った時展」「風景展」「イタリアの風景展」「仮面舞踏会展」「マスク展」「回顧展」「石版画展」「宗教行列展」「パステル・グワッシュ・デッサン展」「カーニバル展」等を開催。
- 1996年　長野（安曇野ジャンセン美術館）・東京（大丸ミュージアム）・大阪（ナビオ美術館）で特別回顧展、「愛と哀しみを描いて60年」展を開催。
- 1999年　安曇野ジャンセン美術館で特別展「風景と静物画展」「花と踊り子展」を開催。
- 2000年　安曇野ジャンセン美術館で特別展「デッサン展〜65年のあゆみ〜」を開催。
- 2002年4月　アルメニアに招待を受け、アルメニア正教会の成立1700年を記念し同国立館にて大々的に「虐殺展」を開催。アルメニア国家勲章を受章（カラヤン、シラク仏大統領に続き3人目）。
- 2003年フランス国家勲章（レジオンドヌール勲章）を受章。
- 2013年8月27日、フランスにて逝去。

## 作品の主なシリーズ
- バレリーナ
- ベニス
- 闘牛
- マスカラード（仮面舞踏会）
- プロセッション（宗教行列）
- カーニバル
- 神話
- 虐殺